# Dzjava (distrikt)
Dzjava (georgiska: ჯავის მუნიციპალიტეტი Dzjavis munitsipaliteti) är ett distrikt i Georgien. Det ligger i regionen Inre Kartlien, 110 km nordväst om huvudstaden Tbilisi. Antalet invånare år 2015 var 6 567. Arean är 1 448 kvadratkilometer.